# 항해술
항해술(marine navigation)은 출발지에서 목적지까지 효율적이고 책임감 있게 선박을 조종하는 예술이자 과학이다. 항해의 위험을 피하기 위해 항해사가 가져야 할 기술 때문에 예술, 물리학, 수학적, 해양학, 지도학, 천문학 및 기타 지식을 기반으로 하기 때문에 과학으로 간주된다.
항해술은 수상 또는 잠수함에 해당될 수 있다.

## 같이 보기
- 범선 시대
- 항법